# Melgar de Arriba
Melgar de Arriba is een gemeente in de Spaanse provincie Valladolid in de regio Castilië en León met een oppervlakte van 35,00 km². Melgar de Arriba telt 177 inwoners (1 januari 2016).

## Demografische ontwikkeling
Bron: INE, 1857-2011: volkstellingen